# حزب الخضر الفرنسي
حزب الخضر الفرنسي (بالفرنسية:Les Verts) وهو حزب يساري يهتم بالبيئة، ويمثّل فكر الخضر في فرنسا. اسمه الكامل Les Verts, Confédération écologiste - Parti écologist أي الكنفدرالية البيئية - الحزب الإيكولوجي أسس عام 1984.

## وصلات خارجية
- موقع الحزب الرسمي